# William Theodore Heard
William Theodore Heard (né le 24 février 1884 à Édimbourg, en Écosse, et mort le 16 septembre 1973 à Édimbourg) est un cardinal écossais de l'Église catholique du XXe siècle, nommé par le pape Jean XXIII.

## Biographie
William Theodore Heard étudie   à Oxford et à Rome. Après son ordination, il fait notamment du travail pastoral dans le diocèse de  Southwark et il est auditeur et doyen de la Rote romaine.
Le pape Jean XXIII le crée cardinal lors du consistoire du 14 décembre 1959. Le cardinal Heard est élu archevêque titulaire de Feradi Maius (de) en 1962 et participe au conclave de 1963, lors duquel Paul VI est élu. Il assiste au IIe concile du Vatican en 1962-1965.

## Succession apostolique
William Theodore Heard a ordonné les évêques suivants :
- Évêque Gerard Tickle (en) (1963)